# Cecil Rose
Cecil A. Rose jr. (Nassau, 27 ottobre 1955 – Houston, 27 dicembre 2013) è stato un cestista bahamense.

## Carriera
È stato selezionato dai  New Jersey Nets al quinto giro del Draft NBA 1978 (89ª scelta assoluta).
Con le Bahamas ha disputato i Giochi panamericani del 1975.